# WOW air

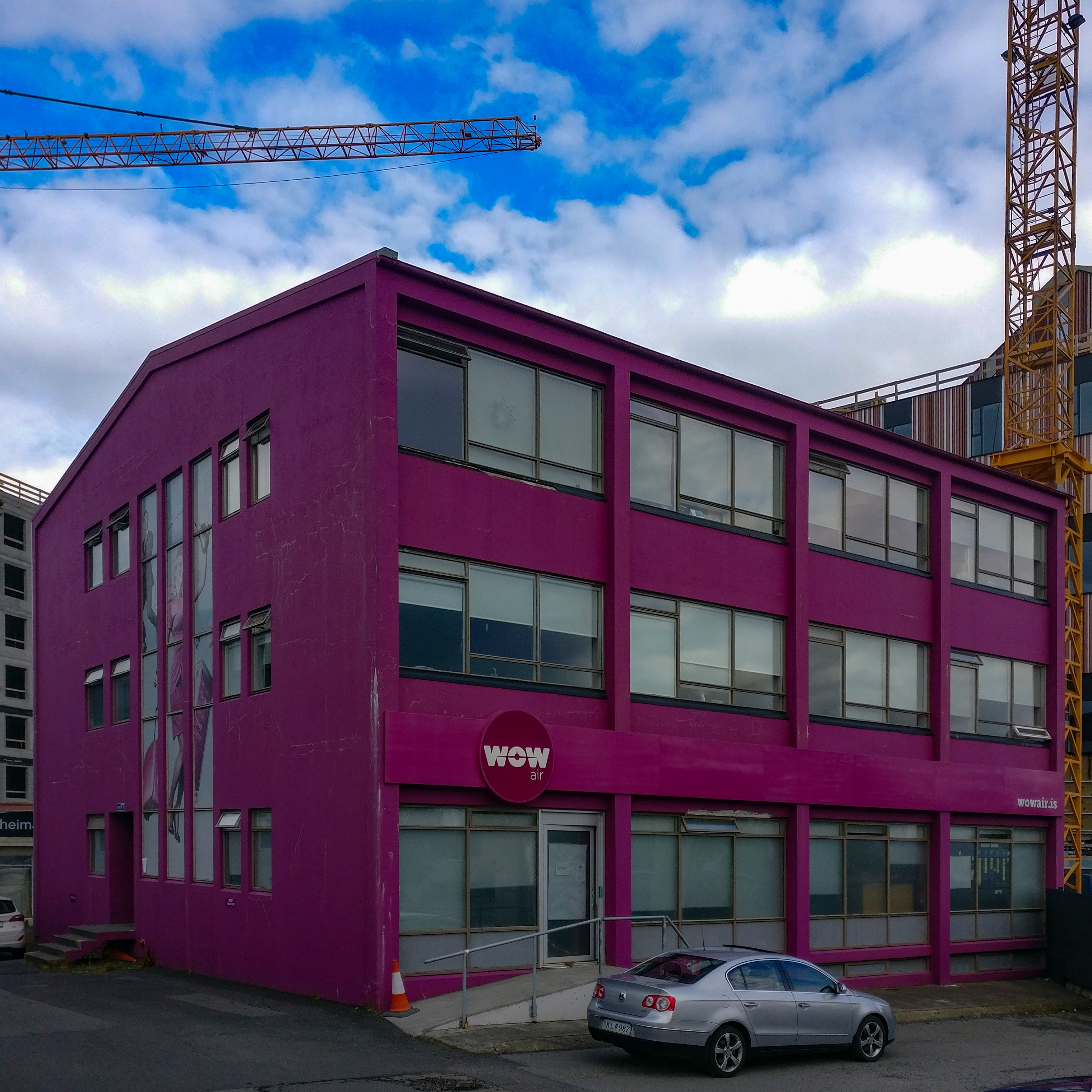
Der Sitz von WOW air in Reykjavík (Gebäude abgerissen im Februar 2021)

WOW air war eine isländische Billigfluggesellschaft mit Sitz in Reykjavík und Basis auf dem Flughafen Keflavík. Sie wurde 2012 gegründet und stellte den Flugbetrieb insolvenzbedingt am 28. März 2019 ein.

## Geschichte
Der Isländer Skúli Mogensen war Gründer, Inhaber und Geschäftsführer der WOW air. Die Aktiengesellschaft WOW air hf. wurde am 29. September 2011 gegründet und die Fluggesellschaft nahm am 1. Juni 2012 ihren Betrieb zunächst als virtuelle Gesellschaft ohne eigenes Air Operator Certificate auf. Am 23. Oktober 2012 übernahm sie den ebenfalls virtuellen Konkurrenten Iceland Express und integrierte ihn.
Im November 2013 erhielt WOW air von der isländischen Aufsichtsbehörde ihr eigenes Air Operator Certificate; damit war das Unternehmen nicht mehr auf Wet-Lease-Verträge mit anderen Fluggesellschaften zur Durchführung ihrer Flüge angewiesen. Dafür leaste sie ihre Flugzeuge meist bei Leasinggesellschaften wie ALC oder CIT Aerospace. Zeitgleich wurde die Aufnahme von Flügen in die USA angekündigt.
Am 5. November 2018 kündigte Konkurrent Icelandair an, alle Anteile von WOW air zu übernehmen. Die beiden Fluggesellschaften sollten ihre eigenen Marktauftritte beibehalten. Am 29. November 2018 teilte Icelandair mit, dass WOW air doch nicht übernommen werde. Dafür beteiligte sich Indigo Partners, darauf folgte eine Flottenreduktion und Personalabbau: Die Langstreckenflugzeuge wurden an die Leasingfirmen zurückgegeben, die Airbus A330-900neo gar nicht erst übernommen und 111 Festangestellten sowie rund 250 Zeitarbeitern wurde gekündigt. Die Flotte sollte neu aus zehn A321 und einem A320 bestehen, und es sollten noch rund 1000 Mitarbeiter beschäftigt bleiben.
Im März 2019 führte WOW air erneut Gespräche mit Icelandair, nachdem Verhandlungen mit dem Risikokapitalgeber Indigo Partners nicht zu einem Ergebnis geführt hatten. Am 28. März 2019 gab WOW air auf ihrer Webseite bekannt, dass der Flugbetrieb eingestellt wurde, und meldete Insolvenz an. Nachdem das amerikanische Luftfahrtunternehmens US Aerospace Associates die WOW-Vermögenswerte aus der Konkursmasse aufgekauft hatte, wurde mehrfach eine Wiederaufnahme des Flugbetriebs angekündigt (zuletzt für Anfang 2020), ohne dass es tatsächlich dazu kam.
Im Januar 2020 teilten die Liquidatoren der – mittlerweile rechtlich unabhängigen – alten Gesellschaft der WOW air mit, dass es zu finanziellen Ungereimtheiten gekommen sei. Unter anderem seien Anleihen des Unternehmens mit Krediten aufgekauft worden, um ein hohes Interesse an diesen vorzutäuschen und eine als Mitarbeiterwohnung deklarierte Immobilie in London sei privat von Gründer Mogensen genutzt worden.

## Flugziele
WOW air flog von Keflavík zahlreiche Ziele in Europa und in Israel sowie mehrere Städte in Nordamerika an.
Im deutschsprachigen Raum wurden in der Vergangenheit Basel, Berlin-Schönefeld, Düsseldorf, Frankfurt, Salzburg und Zürich angeflogen.

## Flotte

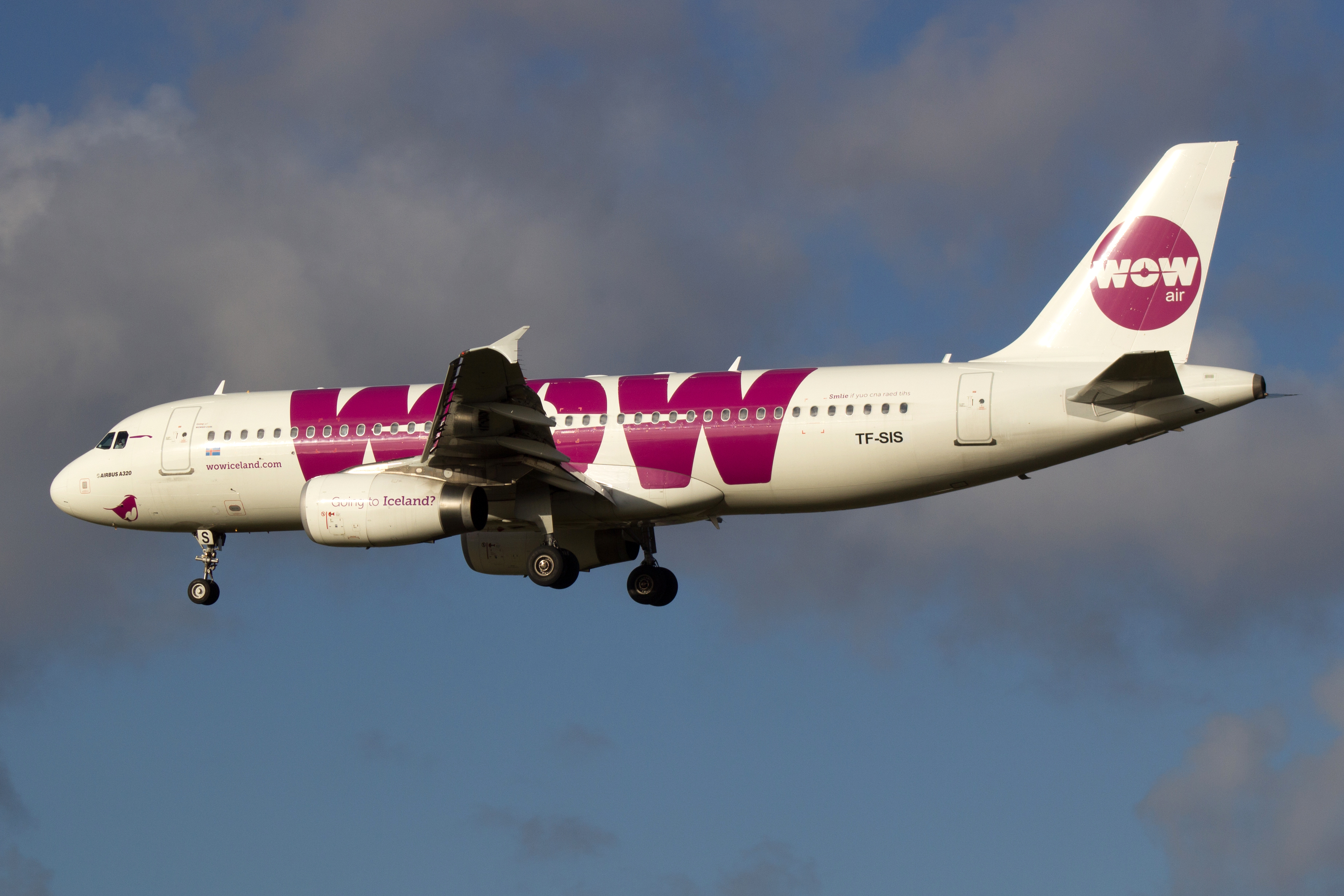
Airbus A320-200 der WOW air im alten Farbschema

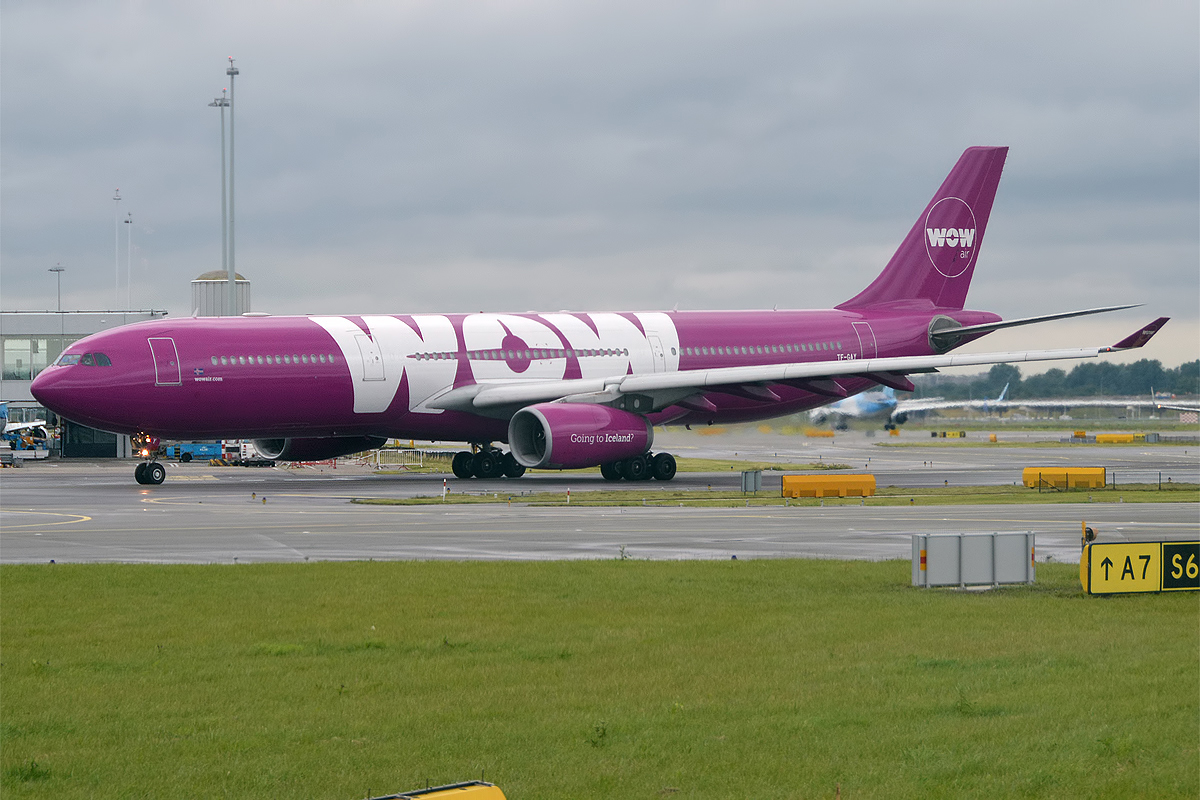
Airbus A330-300 der WOW air

Im März 2019 bestand die Flotte der WOW air aus 11 Flugzeugen mit einem Durchschnittsalter von 1,8 Jahren:
| Flugzeugtyp        | Anzahl | bestellt | Anmerkungen                             | Sitzplätze (Economy+/Economy)       |
| ------------------ | ------ | -------- | --------------------------------------- | ----------------------------------- |
| Airbus A320neo     | 1      |          |                                         | 178 (4/174)                         |
| Airbus A321-200    | 8      | 1        | alle mit Sharklets ausgestattet         | 200 (–/200) 208 (8/200) 210 (–/210) |
| Airbus A321neo     | 2      |          |                                         | 208 (8/200)                         |
| Airbus A330-900neo |        | 4        | Auslieferung vsl. Ende 2018 – storniert | – offen –                           |
| Gesamt             | 11     | 5        |                                         |                                     |